# Mur de Thémistocle

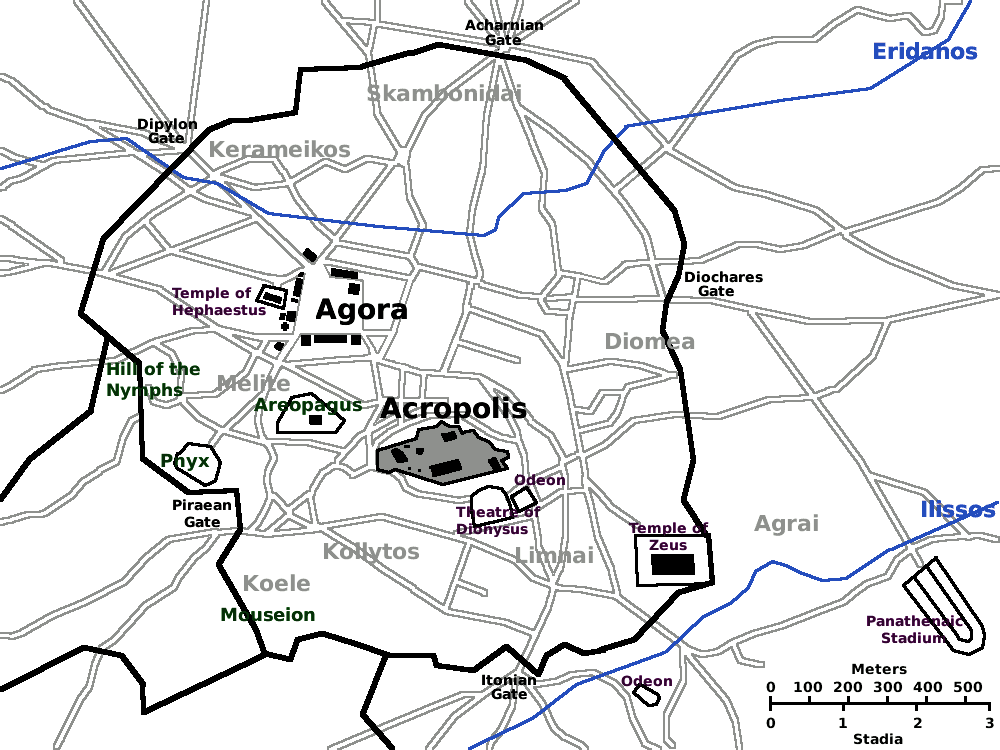
Mur de Thémistocle.

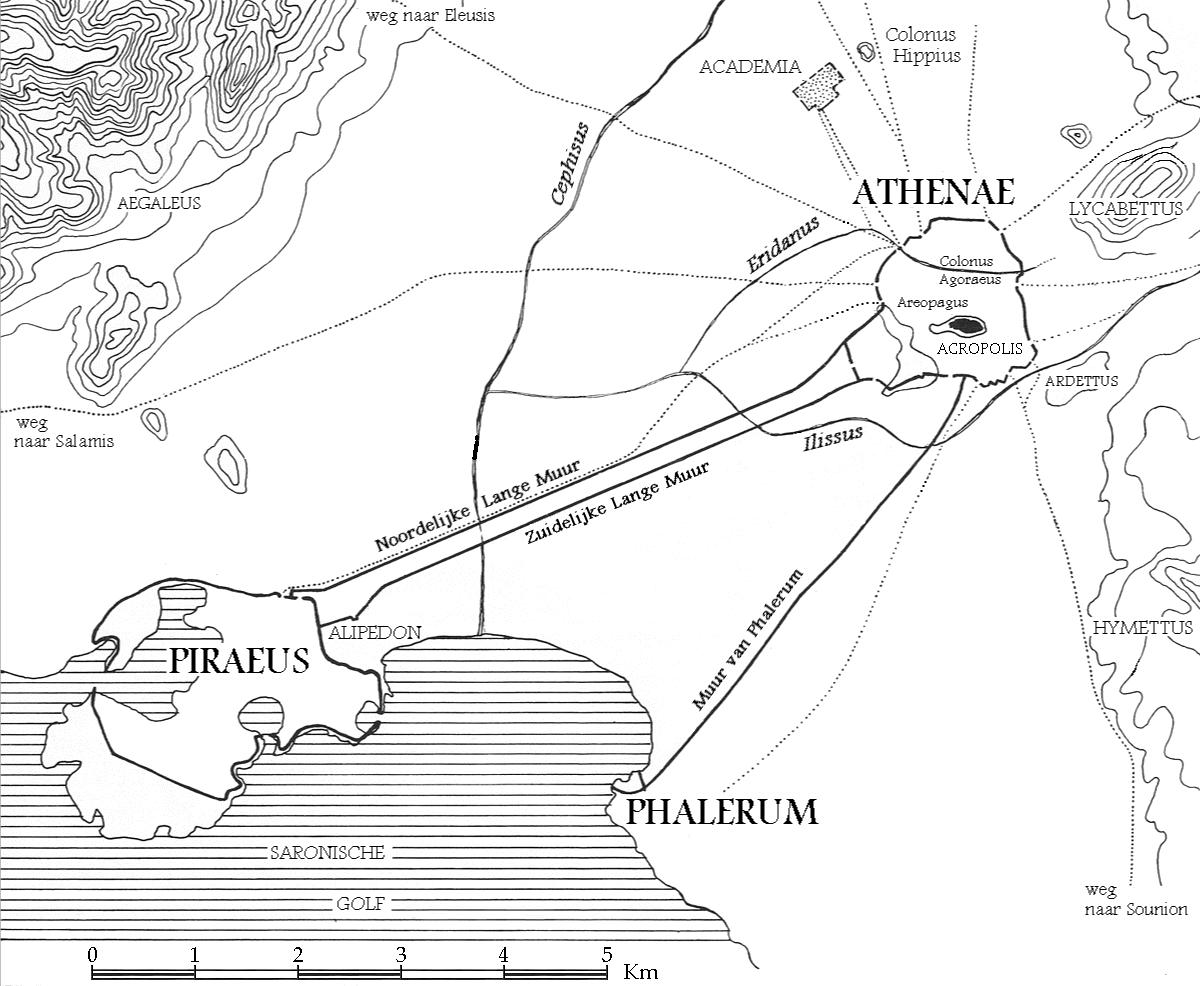
Mur de Thémistocle, avec les autres fortifications d'Athènes et du Pirée.

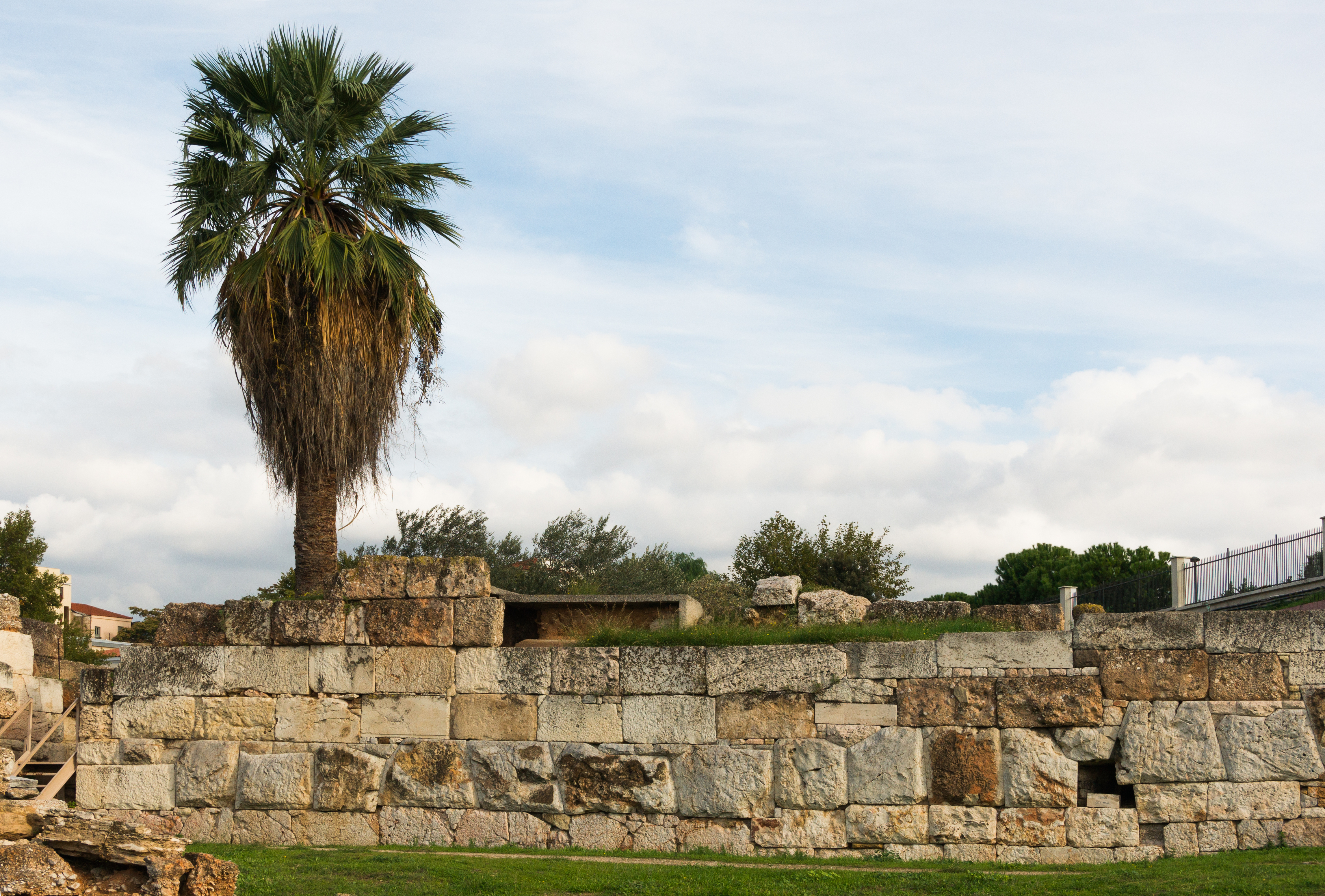
Une section du mur de Thémistocle.

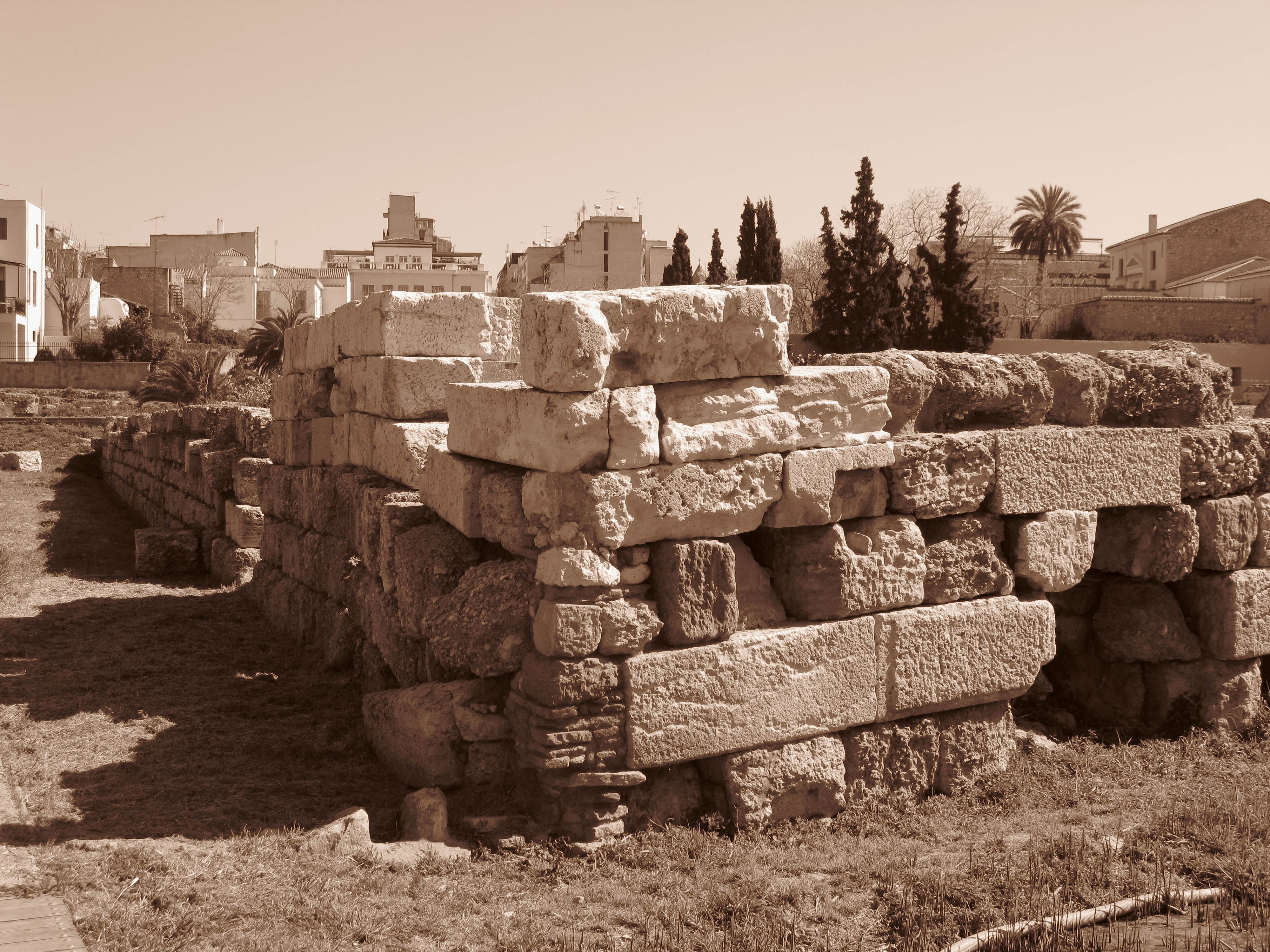
Le mur de Thémistocle, au Céramique.

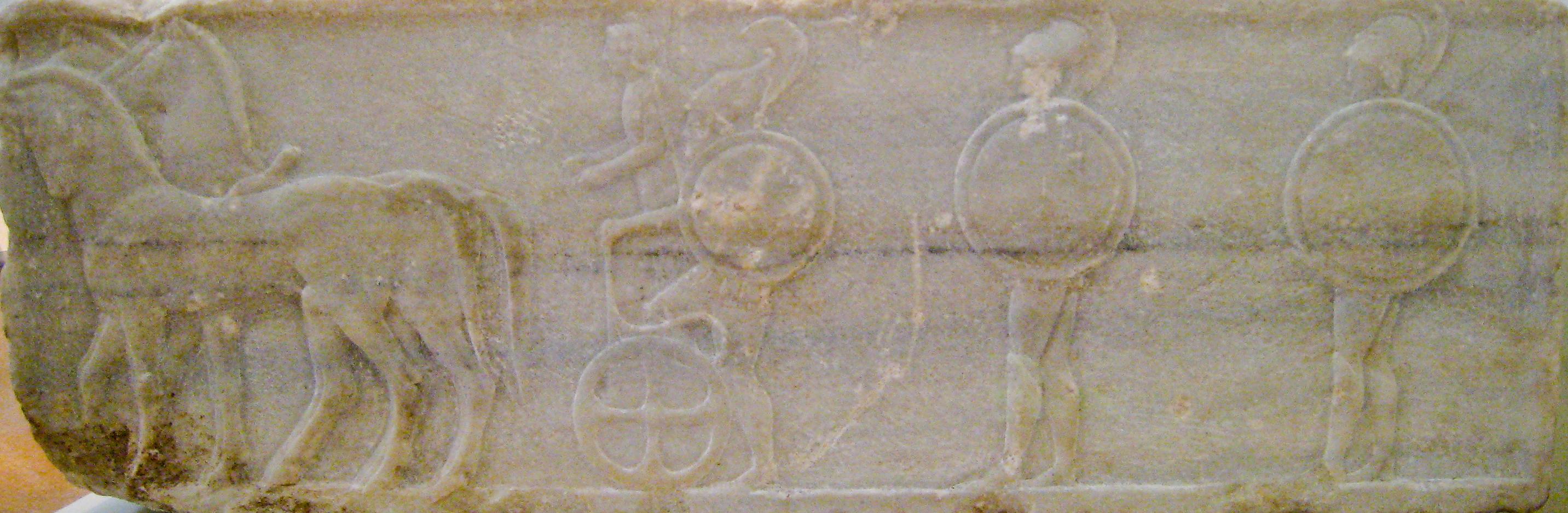
Char et hoplites, sur la base d'un kouros de la fin du, parmi les spolia du mur de Thémistocle, au Céramique.

Le mur de Thémistocle (en grec ancien : Θεμιστόκλειον τείχος), du nom de l'homme d'État athénien Thémistocle, est un mur de fortification construit autour d'Athènes au cours du Ve siècle av. J.-C., à la suite des guerres médiques et dans l'espoir de défendre la cité contre de nouvelles invasions.

## Histoire
Les guerres médiques ont été menées par l'Empire des Perses achéménides dans le but de conquérir la Grèce. Lors de la première guerre médique, le roi Darius Ier échoua dans sa tentative d'invasion, vaincu à la bataille de Marathon en -490. Il fut bientôt suivi de son fils, Xerxès Ier, qui mena la deuxième guerre médique. Avant d'être vaincu lui-même à la bataille de Salamine en -480, Xerxès connut plus de succès que son père, ravageant l'Attique, réussissant même à incendier Athènes et son acropole. 
Après les guerres médiques, les cités grecques se trouvèrent plongées dans le désarroi, avec la destruction de nombreux bâtiments, statues et fortifications. Pour leur part, les habitants d’Athènes s’inquiétaient du retour des Perses et résolurent sans plus tarder de donner suite aux recommandations de Thémistocle de reconstruire les murs de la ville avant toute chose. Les Spartiates et leurs alliés du Péloponnèse, alarmés par le pouvoir croissant d'Athènes, tentèrent de s'opposer à ce projet, estimant qu'une Athènes fortifiée constituerait immanquablement une base pour des armées désireuses d'envahir les cités du Péloponnèse. Thucydide, dans son compte rendu de ces événements, décrit une série de machinations complexes de Thémistocle, consistant à distraire et retarder les Spartiates jusqu’à ce que les murs soient suffisamment hauts pour offrir une protection adéquate.
Les premières assises furent posées dès -479, puis le mur fut construit au plus vite avec des spolia et des matériaux anciens immédiatement disponibles, issus des ruines de monuments, temples, statues et autres bâtiments détruits par les Perses. Pour finir, l'ouvrage avait une longueur totale de 8 500 m, une hauteur de 8 à 10 m et une largeur de 3 m, ne comptant pas moins de treize portes fortifiées.
Le mur coupait en deux le cimetière du Céramique, où furent érigées deux grandes portes orientées au nord-ouest. La Voie sacrée traversait la Porte Sacrée, du côté sud, pour rejoindre Éleusis. Du côté nord, une large route, le Dromos, traversait la porte à double arche du Dipylon et se dirigeait vers le quartier de l’Académie, situé un peu plus loin à l'extérieur.
Après leur défaite, lors de la guerre du Péloponnèse en -404, les Athéniens durent détruire tous leurs murs. Cependant, lorsque la démocratie fut rétablie, Conon répara les murs de la ville en -394. Face à l'invasion macédonienne, en -338, un mur plus petit, le Proteichisma, fut construit devant le mur principal pour renforcer le système de défense.
Les murs furent gravement endommagés lorsque Sylla assiégea et attaqua la ville en -86, mais certaines sections furent construites par Valérien de 253 à 260 après J.-C.

## Vestiges encore visibles de nos jours

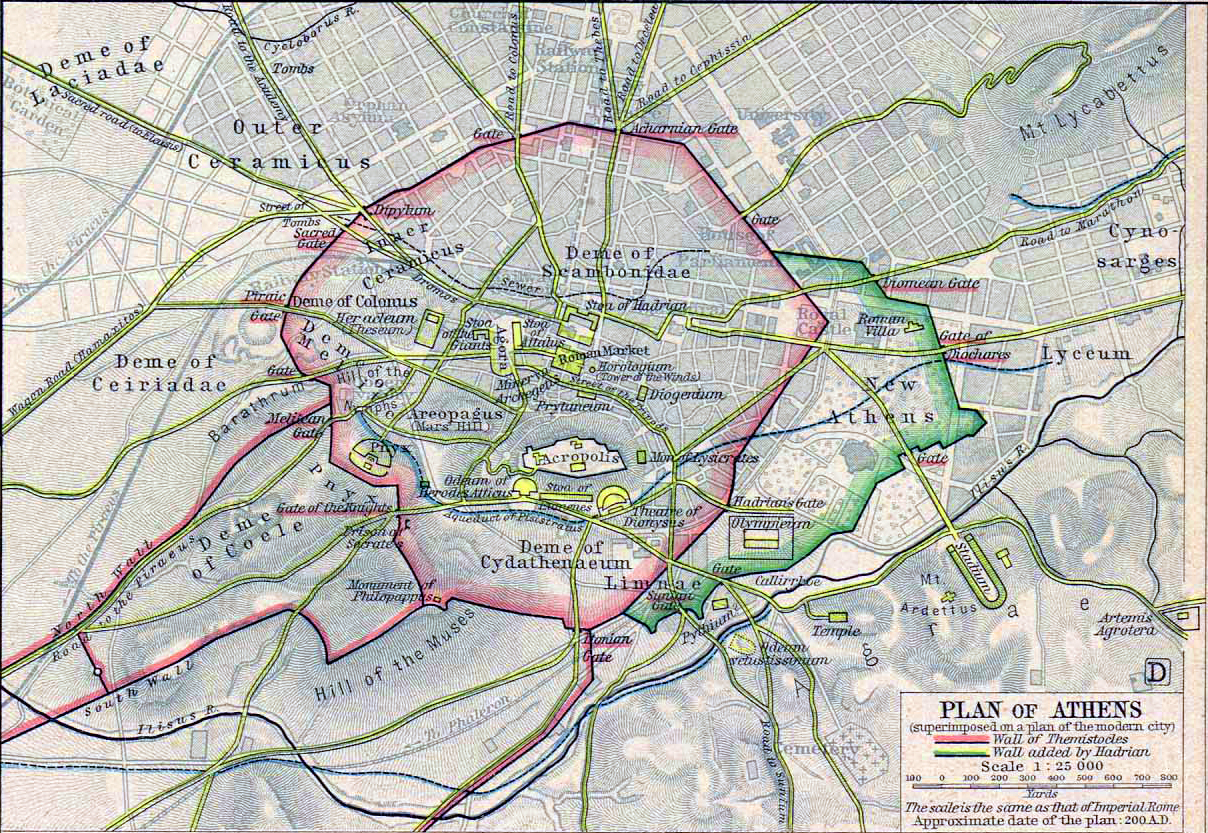
Plan détaillé (par, avant 1934). La partie verte du mur est un ajout d'Hadrien.

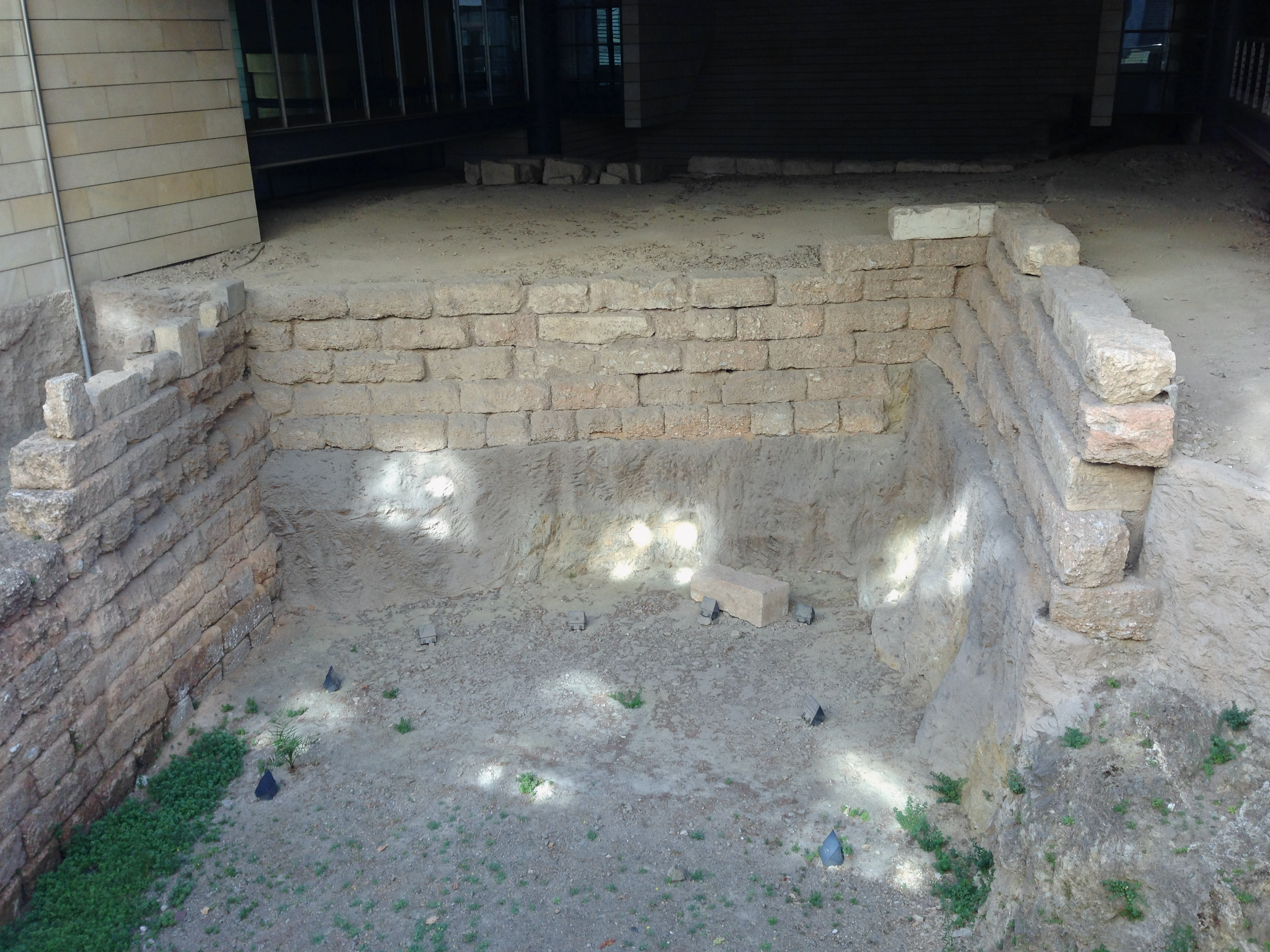
Vestiges de la porte d'Acharnes.

Les vestiges les plus notables sont :
- au Céramique, traversant le cimetière, la plus haute section subsistante ;
- sur la Pnyx, des fondations du mur ;
- près de la place Kotziá, des éléments subsistent dans les fondations de la banque nationale, sur la rue Aiólou, près de la porte d'Acharnes ;
- au 29 rue Erysichthonos, une section dans les fondations d'une maison, juste au nord de la porte du Pirée.

La plupart des anciennes portes ont été reconnues et fouillées, dont les plus notables sont :
- le Dipylon (Δίπυλον, « Double porte ») à l'origine portes Thriasiennes (Θριάσιαι Πύλαι) ;
- la Porte sacrée (Ἱερὰ Πύλη) ;
- la porte du Pirée (Πειραϊκαὶ Πύλαι) ;
- la porte d'Acharnes (Ἀχαρνικαὶ Πύλαι).

- Porte du Bourreau (Δήμιαι Πύλαι)
- Porte des Tombes (Ήριαι Πύλαι)
- Porte d'Acharnes (Ἀχαρνικαὶ Πύλαι)
- Porte nord-est (nom moderne, nom ancien inconnu)
- Porte de Diocharès (Διοχάρους Πύλαι), non fouillée
- Porte des Cavaliers (Ἱππάδες Πύλαι) ou porte d'Égée (Αἰγέως Πύλαι)
- Porte de Diomée (Διόμιαι Πύλαι), non fouillée
- Porte Itonienne (Ἰτώνιαι Πύλαι)
- Porte de la Mer (Ἅλαδε Πύλαι) ou porte phalérique orientale (Φαληρική Πύλη), non fouillée
- Porte sud (nom moderne, nom ancien inconnu) ou porte Phalère occidentale (Φαληρική Πύλη)
- Dipylon au-dessus des portes (Δίπυλον τὸ ὑπέρ τῶν Πυλῶν)
- Porte de Mélitè (Μελίτιδαι Πύλαι, "Porte de Mélite")